# Hofburg
Hofburg – wiedeńska rezydencja władców Austrii od XIII wieku poczynając od Rudolfa I Habsburga aż do 1918 roku w czasach panowania Karola I. Przez cały ten czas pałac był rozbudowywany i przebudowywany przez kolejnych władców.
Początkowo był to czteroskrzydłowy gotycki zamek z wieżami w narożach przylegających do murów miejskich, jednak obecnie stylem dominującym jest barok i klasycyzm. Najstarszą częścią jest XIII-wieczny „Dziedziniec Szwajcarski” połączony renesansową „Bramą Szwajcarską” z największym placem wśród zabudowań Hofburga – In der Burg. Plac otoczony jest „starym pałacem” (niem. Alte Burg), „pałacem Amelii” z XVI w., barokowym „skrzydłem Leopolda” oraz pochodzącą z XVIII w. „Kancelarią Cesarską”. Na placu stoi pomnik Franciszka II. W „skrzydle Leopolda” obecnie znajduje się rezydencja prezydenta Austrii. W apartamentach Franciszka Józefa i cesarzowej Elżbiety w budynku „Kancelarii” obecnie mieści się muzeum. 
W 1722 roku zbudowano bibliotekę w zespole pałacu według projektu Johanna Bernharda Fischera von Erlacha. Nowy Hofburg oraz muzeum dworskie zaprojektowane zostały przez architekta barona Karla von Hasenauera (1833–1894).
Wejście do pałacu umieszczone jest od strony Placu św. Michała, na którym odsłonięte są wykopaliska z czasów starożytnego Rzymu.
Co roku w sylwestra w Hofburgu jest organizowany wielki tradycyjny bal cesarski.

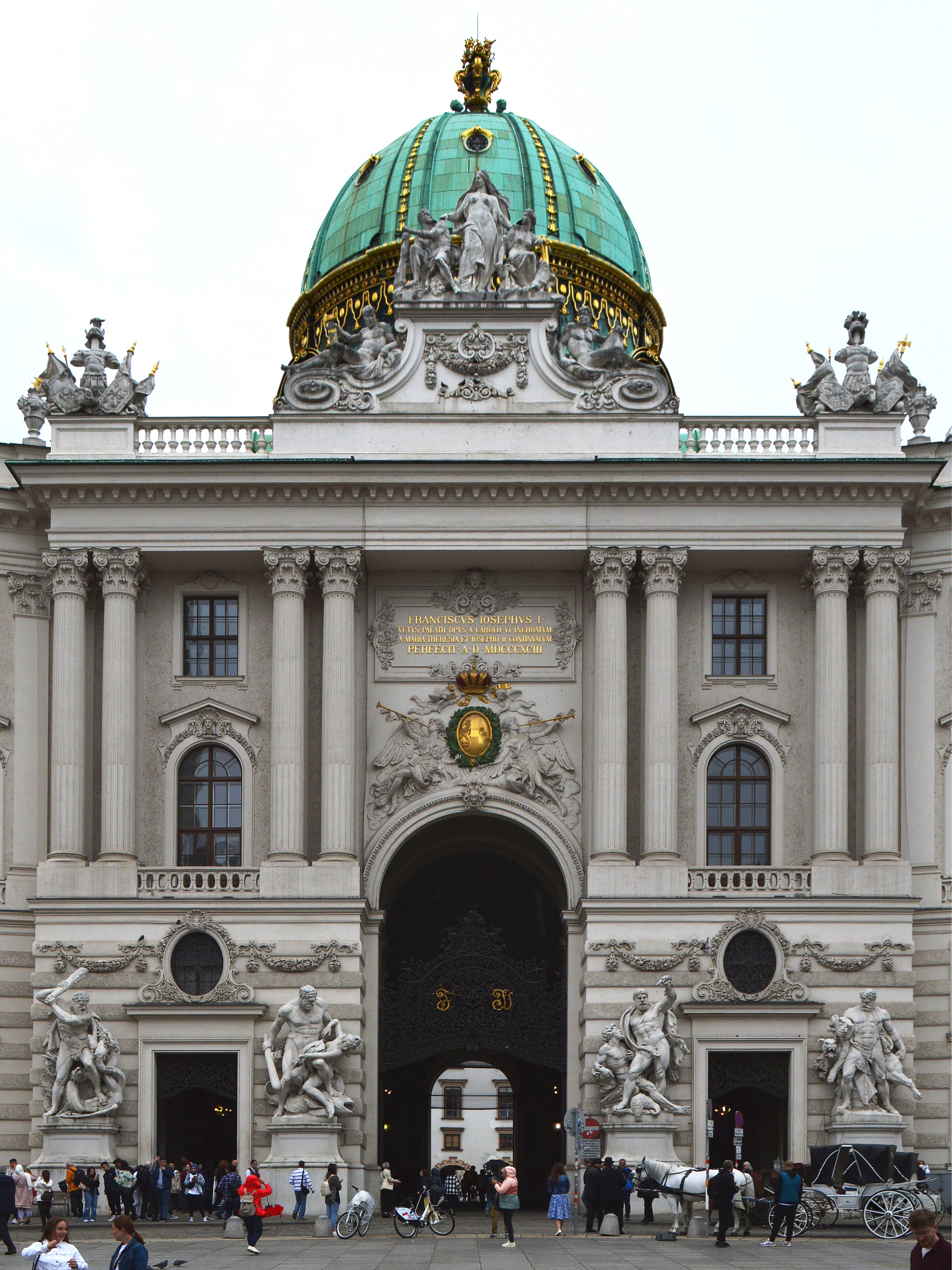
Ryzalit z herbem
Herb Franciszka Józefa I
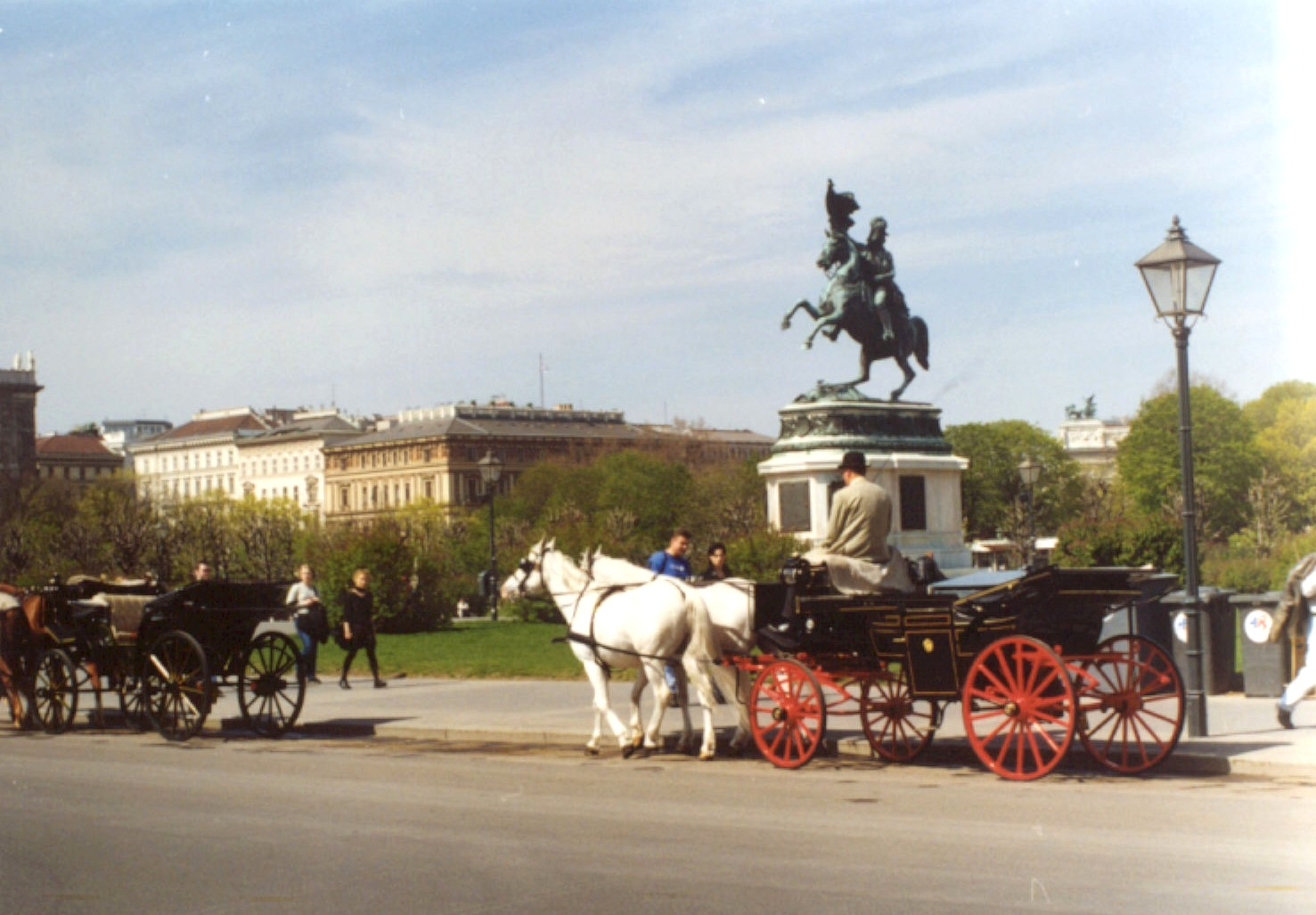
Postój fiakrów przed Hofburgiem